# Dinamarca nos Jogos Paralímpicos de Verão de 2012
A Dinamarca foi um dos participantes dos Jogos Paralímpicos de Verão de 2012, na cidade de Londres, no Reino Unido.

## Desempenho

### Natação
Masculino
| Atletas                 | Evento                | Preliminares | Preliminares | Final       | Final       |
| Atletas                 | Evento                | Marca        | Posição      | Marca       | Posição     |
| ----------------------- | --------------------- | ------------ | ------------ | ----------- | ----------- |
| Jonas Larsen            | 50 metros livre - S5  | 40s48        | 13º          | Não avançou | Não avançou |
| Niels Korfitz Mortensen | 50 metros livre - S8  | 29s24        | 14º          | Não avançou | Não avançou |
| Lasse Winther Andersen  | 50 metros livre - S10 | 26s19        | 16º          | Não avançou | Não avançou |
| Jonas Larsen            | 100 metros livre - S5 | 1min28s49    | 9º           | Não avançou | Não avançou |
| Kasper Zysek            | 400 metros livre - S9 | 4min24s27 Q  | 6º           | 4min23s13   | 7º          |